# BTR-70
Der BTR-70 war ein Schützenpanzerwagen, der in der Sowjetunion entwickelt wurde. BTR ist eine Abkürzung für Bronetransportjor, kyrillisch Бронетранспортёр, zu deutsch gepanzerter Transporter. Das Fahrzeug wurde im Kalten Krieg in großer Zahl produziert und fand bei zahlreichen Staaten und Gruppierungen Verwendung. Unter der Bezeichnung „SPW-70“ gehörte es auch zur Ausrüstung der NVA.

## Entwicklung
Der Radpanzer wurde als verbessertes Folgemodell des BTR-60 entwickelt. Der Rumpf wurde soweit verlängert, dass beim BTR-70 Platz für seitliche Ausstiegsluken blieb, die sich jeweils zwischen der zweiten und dritten Achse befanden. Allein Dachluken für das Absitzen und den Einsatz der Soldaten des Schützentrupps zu verwenden – wie beim Vorgängermodell BTR-60 – barg zu viele Gefahren für die Soldaten. Sie hatten beim Verlassen des Fahrzeuges über das Dach keine Deckung, des Weiteren kam es zu Verletzungen durch das Zuschlagen der schweren Lukendeckel. Der Schützentrupp wurde deshalb Rücken an Rücken in das Fahrzeug gesetzt und es wurden zwischen zweiter und dritter Achse Türen in die seitliche Panzerung eingelassen. Öffnungen in der Fahrzeugwand erlaubten den Soldaten, von ihren Sitzen aus im geschützten Fahrzeuginneren nach außen zu feuern. Außerdem wurde die Frontpanzerung verstärkt.

## Aufbau

Positionen der Besatzungsmitglieder:
1. Kommandant des Fahrzeuges und Führer der Infanteriegruppe
2. Fahrer
3. Richtschütze
4. sieben Infanteristen

Der Fahrer saß vorn links in der Wanne. Links von ihm befanden sich die Instrumente für den Wasserantrieb. Der Kommandant saß rechts neben dem Fahrer und hatte vor sich ein Beobachtungsgerät und rechts neben sich das Funkgerät, je nach Organisation des betreffenden Truppenteils führte er zusätzlich zum eigenen Fahrzeug auch den mitgeführten Schützentrupp. Fahrer und Kommandant verfügten an ihren Plätzen über je ein Sichtfenster und über mehrere Winkelspiegel. Die Fenster konnten bei Bedarf mit einer Panzerplatte verschlossen werden, so dass aus dem Fahrzeug heraus mit den Winkelspiegel beobachtet werden musste. Der Richtschütze saß hinter dem Fahrer und bediente die Waffenanlage im Turm.
Eine Gruppe von bis zu sieben zusätzlichen Soldaten konnte transportiert werden: Sie konnten, während sie im Fahrzeug geschützt waren, mit ihren Gewehren nach außen wirken: Sechs Infanteriesoldaten saßen im Fahrzeugheck, drei davon konnten über Öffnungen in der Fahrzeugwand mit ihren Waffen nach links vorne wirken, die drei anderen nach rechts vorne. Ein weiterer Soldat konnte unmittelbar hinter dem Sitz des Fahrzeugkommandanten Platz finden. Er konnte über eine Öffnung in der Fahrzeugfront nach vorn rechts mit seiner Waffe wirken.

## Technik

### Motor und Fahrwerk
Der BTR-70 wurde in der Ursprungsversion von zwei parallel zueinander im Fahrzeugheck montierten wasser- und ölgekühlten 115-PS-Ottomotoren GAZ-69B angetrieben. Spätere Baulose wurden mit zwei verbesserten 8-Zylinder-4-Takt-Ottomotoren ZMZ-4905 mit je 120 PS ausgerüstet. Der rechte Motor wirkte dabei auf die erste und dritte Achse, der linke Motor trieb entsprechend das zweite und vierte Räderpaar an. Beide Motoren wurden so konstruiert, dass sie jeweils einzeln vom Fahrwerk entkoppelt werden konnten, was eine Weiterfahrt auch bei einem defekten Motor ermöglichte. Die Schaltung erfolgte über zwei mechanische Wechselgetriebe. Gelenkt wurden nur die beiden vorderen Räderpaare.
Während der Fahrt konnte der Fahrer von seinem Platz aus über eine Hydraulikanlage die Abdeckung des Wasserstrahlantriebs öffnen und ein Schwallbrett auf dem Wannenbug ausklappen. Das Fahrzeug erreichte bei Fahrten im Wasser maximal 10 km/h. Um möglicherweise eingedrungenes Wasser im Schwimmbetrieb aus dem Fahrzeug pumpen zu können, waren eine Lenzpumpe sowie zwei Lenzventile installiert.
Das Fahrzeug verfügte über eine Reifendruckregelanlage, welche die Anpassung des Reifendruckes an verschiedene Bodenverhältnisse (z. B. Eis, Sumpf, Asphalt etc.) erlaubte. Zusätzlich waren ausfallsichere Räder montiert. Der rechte Motor war über ein Getriebe mit einer 50-m-Seilwinde für Bergungsaufgaben im Wannenbug verbunden.

### Waffenanlage
Die Waffenanlage bestand aus einem kleinen Drehturm auf dem Fahrzeugdach mit einem überschweren 14,5-mm-MG KPWT in der Turmmitte und einem achsparallel dazu montiertem 7,62-mm-PKT-MG rechts. Der Richtschütze selbst saß dabei nicht innerhalb des Turmes, sondern darunter. Gezielt wurde über ein fast 30 cm langes periskopisches PP-61A-Zielfernrohr, das links vom 14,5-mm-MG eingebaut war und beleuchtete Entfernungsskalen für beide Waffen anzeigte. Das KPWT hatte dabei eine Skala von bis zu 2.000 Metern, das PKT von bis zu 1.500 Metern.
Über ein Handrad wurde der Turm geschwenkt, über ein anderes Rad die Höhe gerichtet. Über zwei Knöpfe am Handrad der Seitenrichtmaschine konnten die Waffen elektrisch abgefeuert werden. Munition wurde durch 50 (14,5 mm) und 250 (7,62 mm) Schuss fassende Gurte aus Kastenmagazinen zugeführt. Für das überschwere MG im SPW 70 (S) war in der Nationalen Volksarmee beispielsweise das Mitführen von 125 Schuss Spreng-Brand-Munition, 65 × Panzerbrechend-Leuchtspur und 60 × Panzerbrechend-Brand-Munition je Fahrzeug angeordnet. Die Waffenanlage war nicht stabilisiert, so dass nur im Stand genau geschossen werden konnte.

### Beobachtungseinrichtungen und Funk
Ein TWNO-2-Nachtsichtgerät war für den Fahrer über dessen Sitz installiert. Das Infrarot-Umwandlergerät funktionierte nur in Kombination mit einem Infrarotscheinwerfer und erlaubte nur Beobachtungen in bis zu 60 Metern Entfernung. Der Kommandant verfügte an seinem Platz über ein TPKU-2-Beobachtungsgerät mit fünffacher Vergrößerung. Neben dem Kommandanten war ursprünglich ein UKW-Funkgerät R-123 mit 20 Watt Sendeleistung und etwa 20 km Reichweite installiert, das später ebenfalls durch leistungsstärkere Geräte ersetzt wurde.
Der SPW-70 war ebenso wie bereits der SPW-60 mit einer sogenannten Kernwaffenschutzanlage ausgerüstet, die einen Überdruck im Fahrzeug erzeugte und somit ein Eindringen radioaktiver Partikel verhindern sollte.

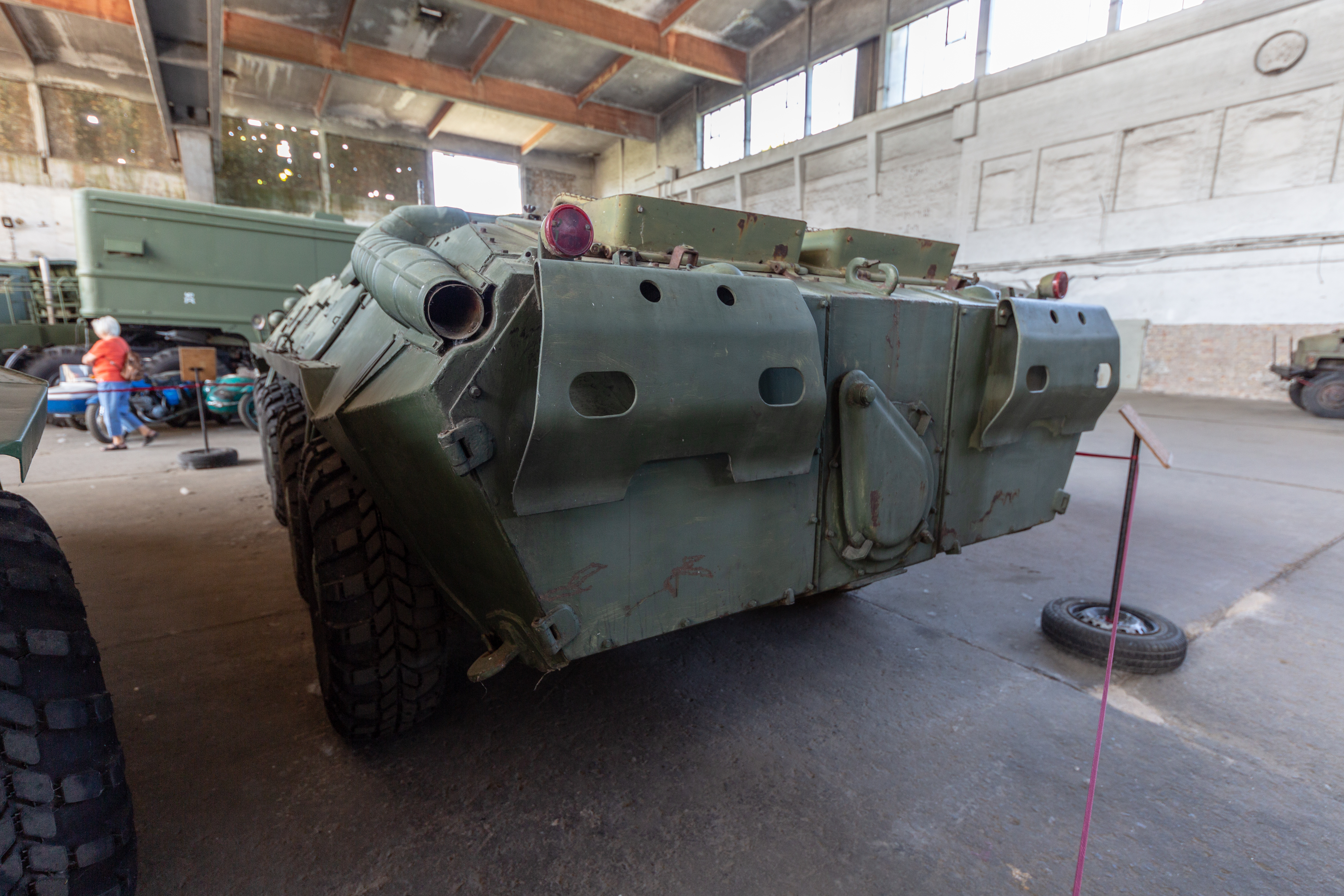
Heckansicht eines SPW-70

### Schwächen
Der BTR-70 war eine deutliche Verbesserung zum Vorgänger, dennoch behielt man die Konzeption mit zwei Ottomotoren bei. Zwar trennte man die Treibstofftanks beim BTR-70 vom Motorraum, die Motoren verbrauchten mit 72 Litern auf 100 km Straße oder 116 Litern im Gelände jedoch viel Treibstoff und bildeten mit den Benzintanks – im Vergleich zu dieselbetriebenen Fahrzeugen – immer noch eine deutlich höhere Feuergefahr.
Weiterhin waren die neuen Türen zwischen dem zweiten und dritten Räderpaar recht klein und machten das Ein- und Aussteigen der Schützen schwierig.

## Kampfeinsätze
Der BTR-70 kam in zahlreichen bewaffneten Konflikten zum Einsatz. So zum Beispiel beim Krieg in Afghanistan, dem Bürgerkrieg in Angola, den Jugoslawienkriegen und dem Kirgisisch-tadschikischen Grenzkonflikt.
Im Russisch-Ukrainischen Krieg wird der Panzer auf beiden Seiten eingesetzt. Laut dem Oryx-Blog gingen mit Stand Dezember 2024 mindestens 30 Panzer auf russischer und mindestens 42 Panzer auf ukrainischer Seite verloren.

## Nutzerstaaten und Versionen

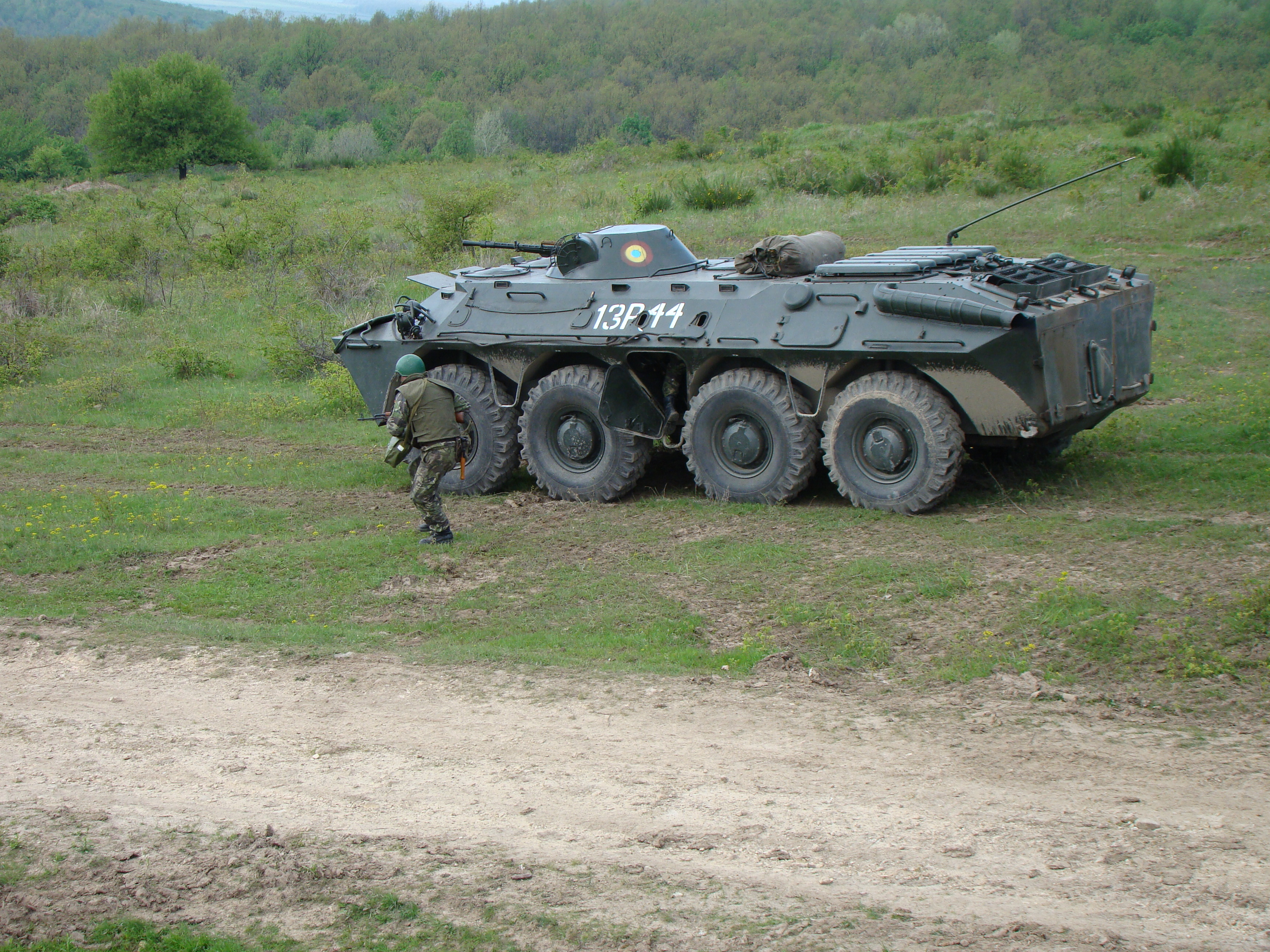
Infanterie verlässt einen rumänischen TAB-77 während einer Übung

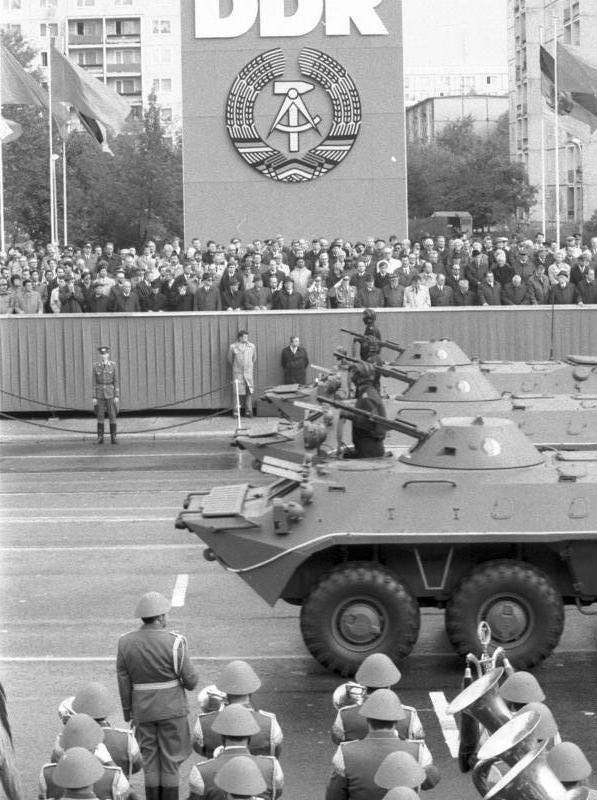
Schützenpanzerwagen 70 der NVA paradieren 1989 am Tag der Republik in Berlin

Aktuelle Nutzer und dessen Versionen
- Armenien – Ab dem Januar 2018 befinden sich 36 BTR-70 im Dienst.[10]:181 ff
- Aserbaidschan – Ab dem Januar 2018 befinden sich 132 BTR-70 im Dienst.[10]:183
- Georgien – Ab dem Januar 2018 befinden sich 25 BTR-70 im Dienst.[10]:187
- Kirgisistan – Ab dem Januar 2018 befinden sich 25 BTR-70 und 20 BTR-70M im Dienst.[10]:190
- Mali – Ab dem Januar 2018 befinden sich 9 BTR-70 im Dienst.[10]:473
- Mazedonien – Ab dem Januar 2018 befinden sich 57 BTR-70 im Dienst.[10]:127
- Mexiko – Ab dem Januar 2018 befinden sich 26 APC-70 (BTR-70) im Dienst.[10]:413
- Mongolei – Ab dem Januar 2018 befinden sich 40 BTR-70M im Dienst.[10]:286
- Nicaragua – Ab dem Januar 2018 befinden sich 4 BTR-70M im Dienst.[10]:415
- Pakistan – Ab dem Januar 2018 befindet sich eine unbekannte Anzahl BTR-70 im Dienst.[10]:292
- Rumänien – Ab dem Januar 2018 befinden sich  153 „TAB-77“ (in Lizenz gebauter BTR-70) im Dienst.[10]:141
TAB-77 – zwei 132-PS-Dieselmotoren Saviem 797-05M1, höherer Richtwinkel für Bewaffnung, verbesserte Zieleinrichtung am Turm
TERA-77L – Bergefahrzeug
TABC-79verkürzte Vierradversion
- Russland – Ab dem Januar 2018 befinden sich 200 BTR-70 im Dienst des Heeres.[10]:194
BTR-70
BTR-70KSHM – (russ.: КШМ) Führungsstabsfahrzeug
BTR-70MS  – (russ.: МС) Funkfahrzeug
BTR-70M – modernisierter BTR-70 mit 260-PS-Dieselmotor KAMAZ-7403 und Antriebskomponenten des BTR-80
BTR-80
Prototyp für Panzerjäger 2S14 „Jalo“ mit 85-mm-Kanone 2A62
Prototyp für NW1 „Otsek“ mit 120-mm-Mörser 2A51
- Sambia – Ab dem Januar 2018 befinden sich 20 BTR-70 im Dienst.[10]:495
- Sudan – Ab dem Januar 2018 befinden sich 10 BTR-70M im Dienst.[10]:489
- Syrien – Ab dem Januar 2018 befindet sich eine unbekannte Anzahl BTR-70 im Dienst.[10]:362
- Tadschikistan – Ab dem Januar 2018 befindet sich eine unbekannte Anzahl BTR-70 im Dienst.[10]:207
- Turkmenistan – Ab dem Januar 2018 befinden sich 300 BTR-70 im Dienst.[10]:208
- Ukraine – Ab dem Januar 2018 befinden sich 217 BTR-70 im Dienst.[10]:210 ff
BTR-70M – ukrainische Modernisierungsmaßnahme von 2003 mit UTD-20-Vielstoffmotor.[11]
BTR-70KBA – ukrainische Modernisierungsmaßnahme mit UTD-20-Vielstoffmotor und 30-mm-KBA2-Maschinenkanone.[12]
BTR-70DI-02 „Switjas“ – Kommandopostenfahrzeug
BMM-70 – Sanitätsfahrzeug
- Usbekistan – Ab dem Januar 2018 befinden sich 25 BTR-70 im Dienst.[10]:214
- Belarus – Ab dem Januar 2018 befinden sich 39 BTR-70 im Dienst.[10]:186

Ehemalige Nutzer
- Deutsche Demokratische Republik in der NVA bis 1990

SPW 70 – auch „Gerät 4905“ ab 1979, insgesamt 1266 Stück aus rumänischer Produktion,[13] ab 1980 mit 120-PS-Motor[14]
SPW 70Ch – Prototyp für ein Aufklärungsfahrzeug zum Aufspüren chemischer Kampfstoffe und ionisierender Strahlung.[14][14]
SPW 70 W – wie rumänischer TAB-77, geplant, aber nicht mehr umgesetzt.[14] SPW 70 S – Stabsfahrzeug mit zwei zusätzlichen Funkgeräten
SPW 70 SL – Stabsfahrzeug für die Koordination mit Luftstreitkräften, mit zusätzlichem Funkgerät und Antenne

- Afghanistan – Bis zum Februar 2012 außer Dienst gestellt.[15]:225
- Bosnien und Herzegowina – Bis zum Februar 2012 außer Dienst gestellt.[15]:97
- Kasachstan – Bis zum Januar 2018 außer Dienst gestellt.[10]:188